# قاجارخیل
قاجارخیل، روستایی است از توابع بخش رودپی شمالی شهرستان ساری در استان مازندران ایران.

## جمعیت
این روستا در دهستان فرح‌آباد شمالی قرار داشته و براساس آخرین سرشماری مرکز آمار ایران که در سال ۱۳۸۵ صورت گرفته، جمعیت ۲،۰۱۰(۳۱۵ خانوار) بوده‌است.